# Københavns Politis Uropatrulje
Københavns Politis Uropatrulje, eller blot Uropatruljen, var en specialenhed i Københavns Politi som virkede fra 1965 til 2001.
Uropatruljen havde til opgave at infiltrere og bekæmpe organiseret kriminalitet, herunder narkohandel og rockergrupper, men også kriminalitet i politiets egne rækker. I praksis opererede enheden dog meget bredt og blev også sat ind mod organisationer i gråzonen, herunder politiske aktivister, bz-grupper og de autonome. Betegnelsen "uropatrulje" er uofficiel, og mange andre politikredse i Danmark, har også haft, og benytter stadig, uropatruljer.
Uropatruljen var kendt for at bruge utraditionelle metoder, herunder at operere i civil, og blev ved flere lejligheder involveret i voldelige sammenstød. Patruljen har derfor gennem tiden været genstand for en del offentlig kritik, ikke mindst for deres rolle i 18. maj-urolighederne i 1993, og deres årelange indsats mod hashhandlen på Christiania.
Københavns Politis Uropatrulje blev opløst som selvstændig afdeling i 2001, idet den blev lagt sammen med bevillingsafdelingen og narkotikafdelingen.

## Film
- Uropatruljen - politiets hårde hunde, DR2 (2018) - dokumentarserie i tre dele.

## Bøger
- Henrik Madsen: Uro : uropatruljen på job, Møntergården (1997)[6]
- Tom Guldbæk Olsen: Uro'erne kommer! : historien om Københavns Uropatrulje indefra, Byens Forlag (2020)